# Église Saint-Nicolas de Krupa na Vrbasu
Pour les articles homonymes, voir Église Saint-Nicolas.
L'église Saint-Nicolas (en serbe cyrillique : Храм Светог оца Николаја ; en serbe latin : Hram Svetog oca Nikolaja) est située en Bosnie-Herzégovine, sur le territoire du village de Krupa na Vrbasu et sur celui de la Ville de Banja Luka. Cette église en bois, construite au tournant des XVIIIe et XIXe siècles, est inscrite sur la liste des monuments nationaux de Bosnie-Herzégovine.

## Localisation
L'église est située à un kilomètre de Krupa na Vrbas en direction de Kola sur la Route du Ministre Cubrilovic.

## Histoire
Elle fut déplacée de son emplacement initial par les villageois par crainte qu'elle ne soit détruite.